# Fouyoughés
Les Fouyoughés sont une tribu de l'est de la Papouasie-Nouvelle Guinée. Ils sont en majorité dans le district de Goilala (en) en Province centrale et parlent une langue goilalane le fuyug ou fuyughe.

## Fête rituelle
Comme d'autres tribus papous vivant dans les forêts montagneuses, tels les Wiru ou les Tsembaga, ils cultivent des légumes comme des ignames et élèvent des porcs qui sont destinés à des fêtes où sont invités des chefs d'autres villages pour une danse rituelle. Ces fêtes et leur préparation, appelés le Gâbé, peuvent durer plusieurs mois et entraînent souvent des conflits et l'appauvrissement des villages recevant leurs hôtes.